# Actinorhytis calapparia
Actinorhytis calapparia är en enhjärtbladig växtart som först beskrevs av Carl Ludwig von Blume, och fick sitt nu gällande namn av Hermann Wendland, Carl Georg Oscar Drude och Rudolph Herman Scheffer. Actinorhytis calapparia ingår i släktet Actinorhytis och familjen Arecaceae. Inga underarter finns listade i Catalogue of Life.